# アリス・ニール
アリス・ニール（Alice Neel、1900年1月28日 - 1984年10月13日）は、アメリカ合衆国の画家である。20世紀の最も偉大な肖像画家の一人とされる。

## 概要
アリス・ニールは、人物画の再評価が進んでいなかった時代に、人間の心理と感情を深く掘り下げた肖像画を描き続けたことで知られる。彼女の作品は、感情的な激しさと心理的な洞察力を特徴とし、表現主義的な線の使い方や色彩を用いる。

## 生涯

### 幼少期と教育
1900年1月28日、ペンシルベニア州メリオン・スクエア（現在のグラッドウィン）に生まれる。中流家庭で育ち、女性に対する社会的な期待が限られていた時代において、画家になるという夢を抱く。
高校卒業後、公務員として働きながらフィラデルフィアの工業デザイン学校の夜間コースで美術を学ぶ。1921年にフィラデルフィア女子デザイン学校（Philadelphia School of Design for Women、現在のムーア美術デザイン大学）に入学。1925年に同校を卒業した。彼女は、異性からの影響を受けずに芸術に集中するため、女子校を選んだと述べている。

### 結婚とキューバでの生活
1925年、キューバ人画家カルロス・エンリケス（Carlos Enríquez）と結婚。二人はしばらくの間キューバのハバナで生活し、ニールは現地の活発なアバンギャルド芸術シーンに触れ、生涯にわたる政治的意識と平等へのコミットメントを形成する基礎を築いた。
その後、ニューヨークへ移り住むが、1927年には長女サンティラーナがジフテリアで死去。1930年にはエンリケスが次女を連れてパリへ去り、二人の関係は破綻する。

### 精神的な困難と芸術活動
結婚生活の破綻と精神的な疾患に見舞われ、ニールは一時的に精神病院に入院する。しかし、この苦難の時期も彼女の芸術に大きな影響を与え、困窮した母親や子供たち、精神科の患者たちなど、自身の置かれた状況を反映した作品を描き続けた。これらの作品は、歪んだ表現主義的なスタイルが特徴である。
1930年代には政府の芸術プロジェクトにも参加し、グラニッチ・ヴィレッジやハーレム地区の人々をモデルに、型破りな肖像画を制作する。特に1938年から1962年まで居住したスパニッシュ・ハーレム地区の住民たちの肖像画を数多く描いた。

### 晩年と再評価
抽象表現主義が主流であった時代において、具象画家として活動したため、彼女の初期の作品はあまり注目されなかった。しかし、1960年代に入るとその作品は批評家からの称賛を受け始め、1970年代には大きな成功を収める。1979年にはジミー・カーター大統領からナショナル・ウィメンズ・コーカス・フォー・アート賞を授与される。
彼女の肖像画は、友人、家族、恋人、詩人、芸術家、見知らぬ人々など、あらゆる人々を対象とし、彼らの内面を赤裸々に描き出すことで知られている。特に妊娠中の女性を描いた一連の作品は、美術史においてこれまで無視されてきたテーマに焦点を当てたものとして評価が高い。
1984年10月13日、ニューヨーク州ニューヨーク市で死去。

## 評価と遺産
アリス・ニールは、ヒューストン美術館の近代・現代美術キュレーターであるバリー・ウォーカーによって、「20世紀の最も偉大な肖像画家の一人」と称された。同美術館は2010年に彼女の回顧展を開催している。

## 関連作品

### 伝記映画
2007年には、彼女の孫であるアンドリュー・ニール（Andrew Neel）によって、伝記ドキュメンタリー映画『アリス・ニール（Alice Neel）』が制作された。この映画は、女性芸術家としての苦闘、シングルマザーとしての生活、そして慣習に反して絵を描き続けた画家としての生涯を描いている。